# Rodney Porter
Rodney Robert Porter, CHFRS (Newton-le-Willows, 8 de outubro de 1917 — Winchester, 7 de setembro de 1985) foi um médico britânico. Foi agraciado com o Nobel de Fisiologia ou Medicina de 1972.
Nascido em Newton-le-Willows, St Helens, em Lancashire, Inglaterra, Rodney Robert Porter concluiu o seu bacharelato em ciência bioquímica pela Universidade de Liverpool, em 1939. Mudou-se para a Universidade de Cambridge, onde tornou-se o primeiro aluno de doutorado de Frederick Sanger. Ele concluiu seu doutorado em 1948. Foi Professor Whitley de Bioquímica de 1967 a 1985.